# وونغ ييم كوان (لاعب كرة قدم)
وونغ ييم كوان (بالصينية: 黃炎堃) هو لاعب كرة قدم صيني في مركز الدفاع، ولد في 1 أغسطس 1992 في هونغ كونغ في الصين. شارك مع منتخب هونغ كونغ تحت 17 سنة لكرة القدم ومنتخب هونغ كونغ تحت 23 سنة لكرة القدم. أما مع النوادي، فقد لعب مع نادي تاي بو.

## وصلات خارجية
- وونغ ييم كوان (لاعب كرة قدم) على موقع قاعدة بيانات كرة القدم.إي يو (الإنجليزية)
- وونغ ييم كوان (لاعب كرة قدم) على موقع Soccerway.com (الإنجليزية)